# Southampton
Southampton  es una ciudad y autoridad unitaria del sur de Inglaterra (Reino Unido) y uno de los principales puertos del Reino Unido. Está situada aproximadamente a mitad de camino entre Portsmouth y Bournemouth, y unos 110 km al suroeste de Londres. Es la ciudad más cercana al parque nacional del New Forest. Se encuentra en el extremo norte de Southampton Water, en la desembocadura de los ríos Test e Itchen. Su puerto es famoso por haber sido el punto de partida del Titanic en su trágico viaje inaugural. La mayor parte de su casco histórico fue destruido por los bombardeos alemanes durante la Segunda Guerra Mundial.

## Historia
Ya en el Paleolítico hubo asentamientos humanos en la región, pero fueron los romanos quienes establecieron el primero permanente, conocido como Clausentum, importante puerto comercial que abastecía a las ciudades romanas de Venta Belgarum (Winchester) y Sorviodunum (Salisbury). Los anglosajones trasladaron el centro de la ciudad al otro lado del río Itchem, en su ubicación actual. La principal área urbana estaba centrada alrededor de lo que es hoy el barrio de St. Mary.
Conocido como Hamwic o Hamwith, siguió siendo un importante puerto, que formaba parte de la red comercial formada por esta época en la zona del Mar del Norte y el Báltico, junto con Ribe, Hedeby, Birka, Quentovic y Dorestad. El nombre Hamwic evolucionaría luego a Hamtun, y finalmente a Hampton.
El rey vikingo Canuto el Grande derrotó aquí, según se cree, al rey anglosajón Etelredo II el Indeciso en 1014. Canuto fue coronado después en el mismo lugar, y su legendario intento de "ordenar" detenerse a la marea debe de haber tenido lugar también en Southampton.
La prosperidad de la ciudad quedó asegurada después de la conquista normanda de Inglaterra, en 1066, cuando se convirtió en el principal puerto comercial para el tráfico entre Winchester (entonces la capital de Inglaterra) y Normandía. Durante el siglo XIII, se había convertido en un puerto muy importante, dedicado principalmente al tráfico de lana. La "Casa de la Lana" (Wool House) se construyó en 1417 para servir de almacén para el tráfico medieval de lana con Flandes e Italia (el edificio, que aún existe, es actualmente el Museo Marítimo). Durante la Edad Media, la construcción de barcos llegó a ser una industria de creciente importancia, y seguiría siéndolo durante los siglos siguientes.

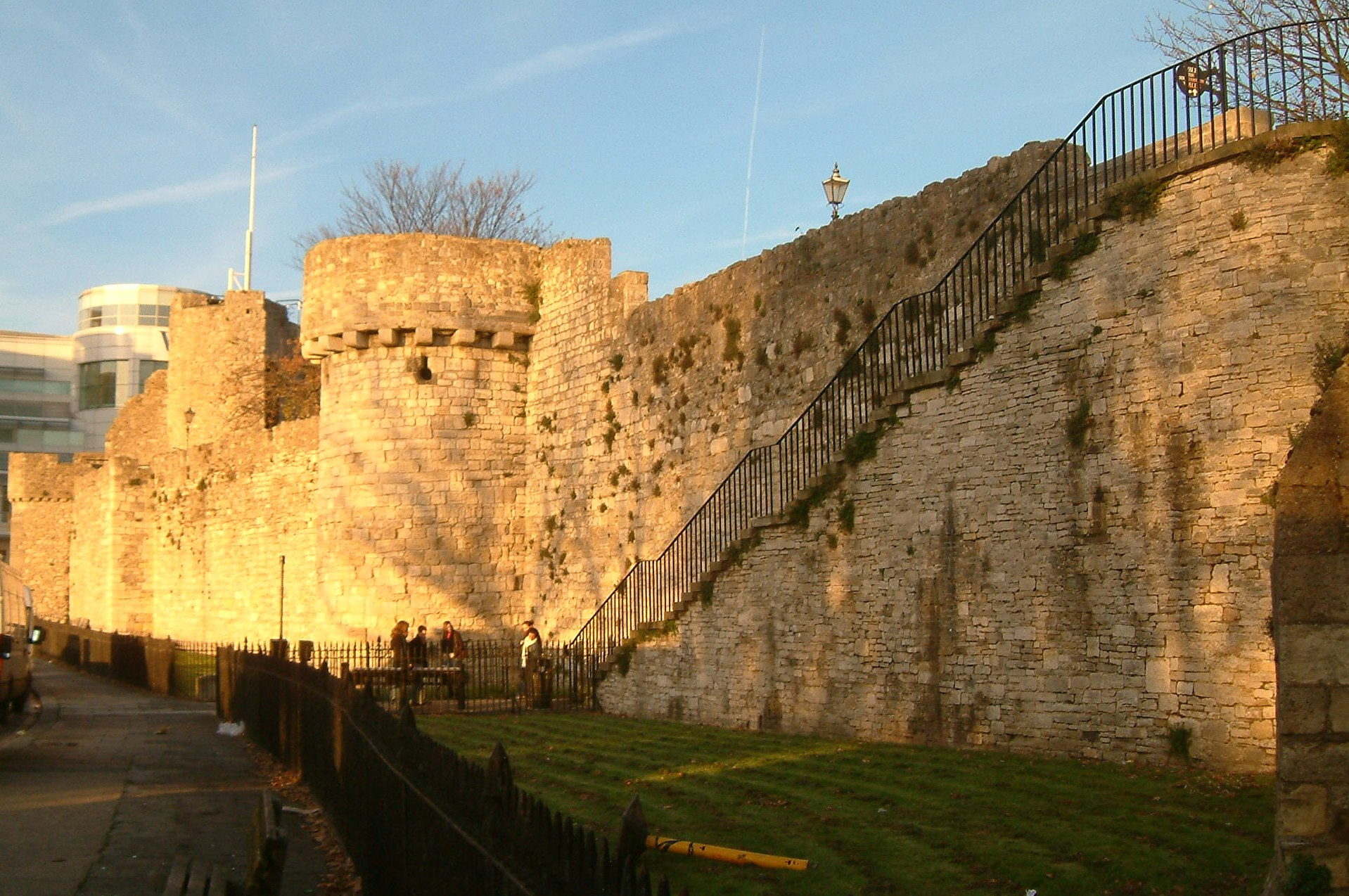
Parte de las murallas de Southampton

La ciudad fue saqueada en 1338 por los franceses, entre los que se encontraba el pirata Grimaldi, que utilizó su botín para ayudar a fundar el principado de Mónaco. Después de este ataque, se construyeron las murallas de la ciudad, de las que todavía hoy quedan restos, en ruinas. Al no haber recursos suficientes para construir una muralla completa, los ciudadanos llegaron a una solución de compromiso, consistente en unir los muros exteriores de las casas comerciales ya existentes para formar parte de la estructura defensiva. Entre las estructuras defensivas entonces levantadas destaca la "Torre de la Casa de Dios" (God's House Tower), construida en 1417, la primera fortifición construida en Inglaterra con el propósito de albergar piezas de artillería. Hoy, este edificio es el Museo de Arqueología.
En 1415, poco antes de la partida de Enrique V de Inglaterra para la batalla de Azincourt, en el Red Lion, un pub del siglo XII en High Street, en el recinto amurallado, fueron juzgados y condenados los implicados en la "Conjura de Southampton": Ricardo, conde de Cambridge, Henry Scrope, tercer barón Scrope of Masham y Sir Thomas Grey de Heton, antes de ser sumariamente ejecutados en el exterior del Bargate.

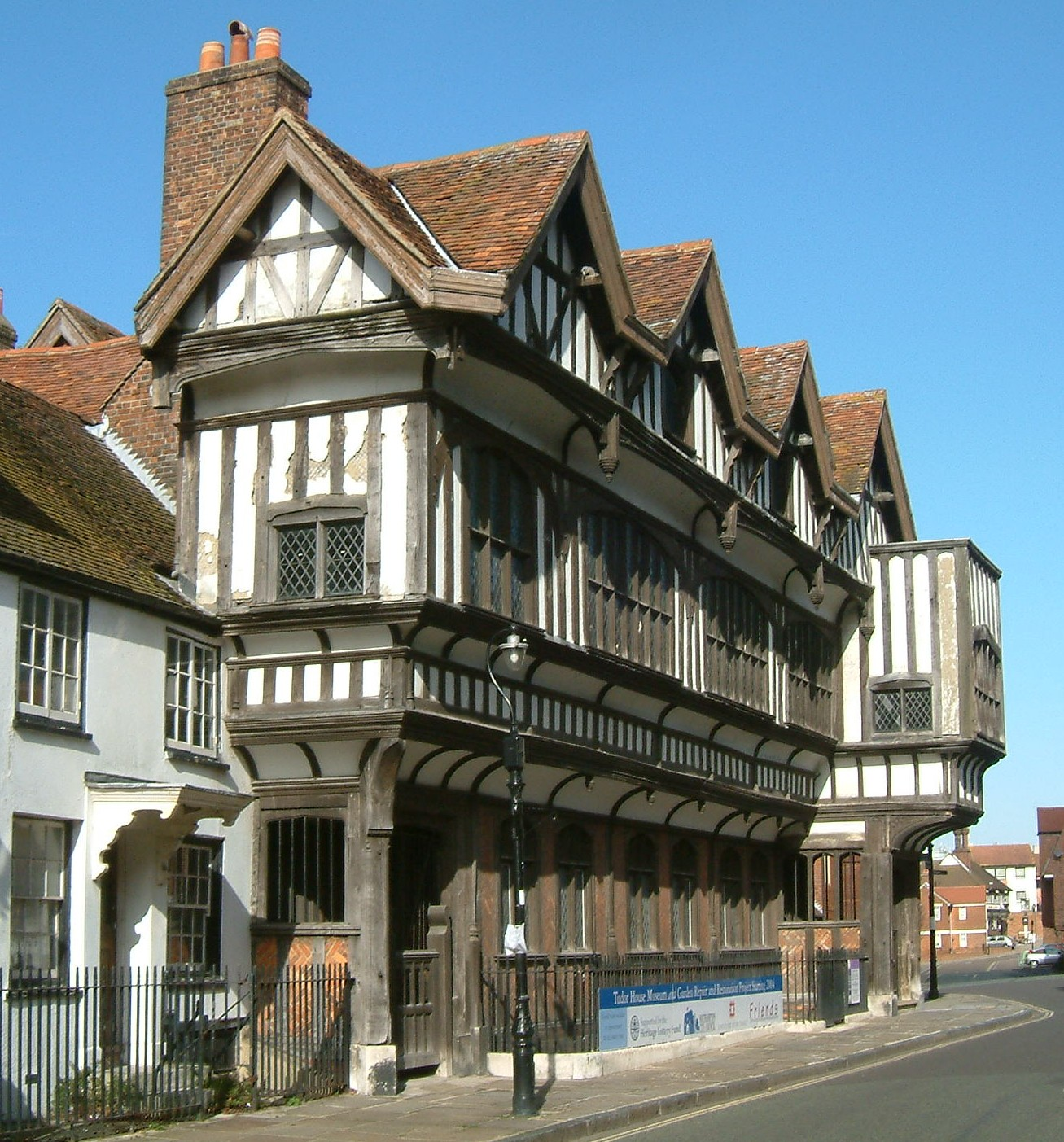
Casa Tudor, en el centro de la ciudad.

Desde el puerto de Southampton iniciaron su viaje a América los Padres Peregrinos, a bordo del Mayflower, en 1623. En Town Quay puede verse un monumento conmemorativo de este acontecimiento. Desde entonces, Southampton ha sido el lugar desde el que han partido millones de emigrantes para iniciar una nueva vida en lugares como Estados Unidos, Canadá, Nueva Zelanda, Sudáfrica, y otros muchos. Al igual que otros muchos lujosos transatlánticos de la época, el Titanic zarpó también desde Southampton, que es todavía un puerto frecuentado por embarcaciones de lujo, como el RMS Queen Elizabeth 2, el Oriana y, más recientemente, el RMS Queen Mary 2. La ciudad alberga varios monumentos conmemorativos y exposiciones en museos relacionados con el Titanic, ya que la mayor parte de la población procedía de Southampton: 549 hijos de la ciudad fallecieron en el naufragio.
En la ciudad se encuentra también el primer cenotafio permanente de Sir Edwin Lutyens, un monumento conmemorativo dedicado a los nativos de Southampton caídos en la Primera Guerra Mundial. Cuando fue inaugurado, el 6 de noviembre de 1920, registraba 1800 nombres, que luego fueron aumentados a 2008. La Segunda Guerra Mundial golpeó a Southampton con particular dureza, dada su importancia estratégica como mayor área industrial de la costa sur de Inglaterra. El caza Supermarine Spitfire fue creado y fabricado en Southampton, tras un proceso de investigación durante la década de 1930 que también se llevó a cabo en la ciudad. Los bombardeos de la ciudad, durante dos días de septiembre de 1940, acabaron con las vidas de 130 trabajadores de la fábrica de aviones de Woolston. Varias empresas dedicadas a la construcción de aviones estaban radicadas en Hamble, al este de la ciudad, entre ellas Folland Aviation, hoy parte de la British Aerospace, que construyó el Hawk y el Harrier. El BOAC tenía en los muelles una base de hidroaviones para el transporte hacia las posesiones coloniales del Imperio Británico en África y Asia durante los años 40 y 50. Se cerró en 1950, cuando los hidroaviones fueron desplazados por los aviones convencionales. En las proximidades, Calshot Spit era una base de hidroaviones militares.
Aunque algunos edificios de arquitectura georgiana sobrevivieron a la guerra, la mayor parte de la ciudad quedó destruida. La precisión de los mapas de la Ordnance Survey, con sede en la localidad, no pasó desapercibida a la Luftwaffe: los pilotos de los bombarderos alemanes los utilizaron para bombardear Southampton. Un destacado edificio que sobrevivió a los bombardeos fue el más antiguo de Southampton, la iglesia de St. Michael. Aunque a lo largo de los siglos se le fueron hiciendo añadidos, su torre principal data de la época normanda, ya que se comenzó a construir, según se cree, en 1070. La aguja de la iglesia facilitaba la navegación de los pilotos alemanes, por lo que se les prohibió bombardearla.
Southampton se convirtió en county corporate en 1447. Fue uno de los municipios reformados por la Ley de Corporaciones Municipales (Municipal Corporations Act) de 1835. Tras la Ley de Gobierno Local (Local Government Act) de 1888 pasó a ser un county borough, y se amplió cuando se le fueron añadiendo sucesivamente nuevas parroquias en 1894, 1920, 1925 y 1967. En 1964 fue recompensada con el estatuto de ciudad por la Letters Patent. Los límites de la ciudad han permanecido inalterados desde entonces, a pesar de la pérdida de su estatus de county borough en 1974 y la subsiguiente recuperación del estatus de autoridad central en 1996.

## Política y administración

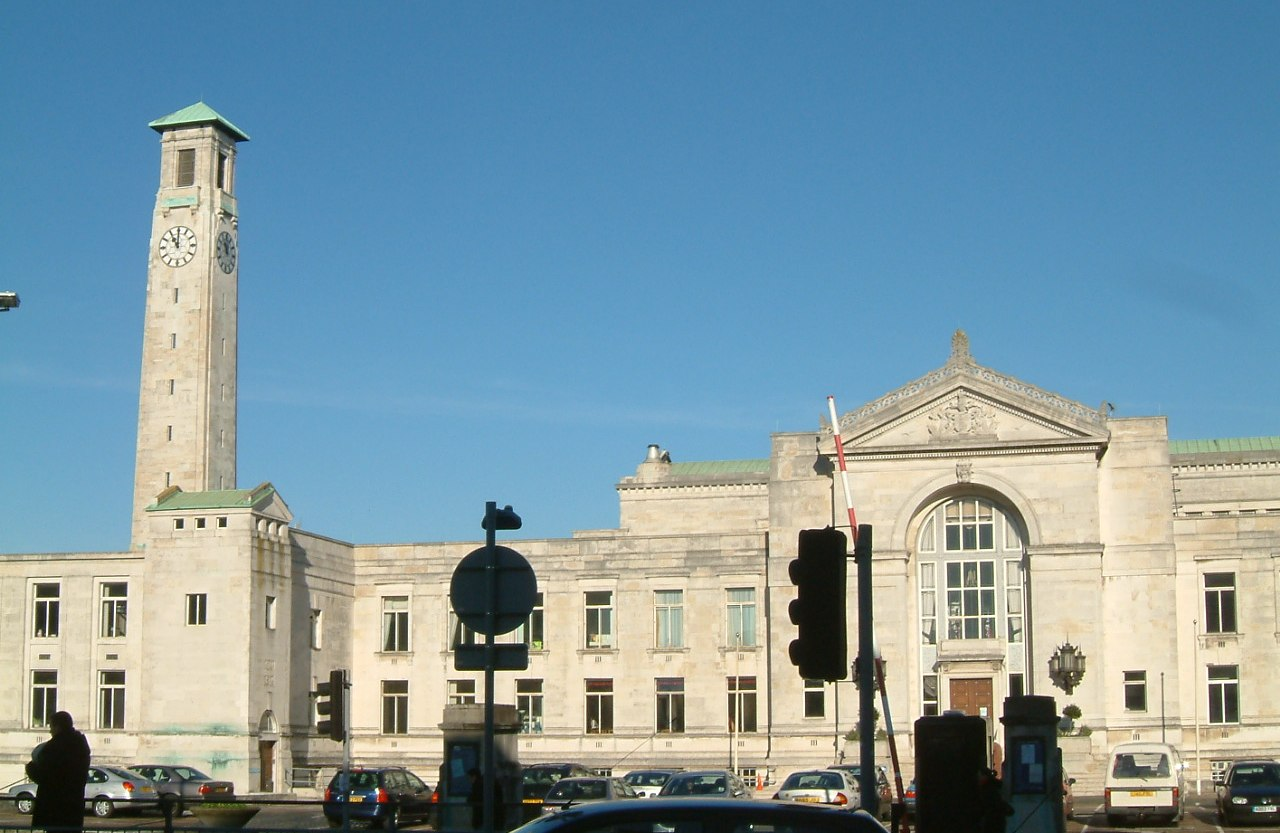
Centro Cívico de Southampton.

Antiguamente condado borough perteneciente al condado de Hampshire (que tomaba de la ciudad su nombre oficial de condado de Southampton, o Southamptonshire; se cambió oficialmente a Hampshire en 1959, aunque el condado había sido conocido como Hampshire o Hantscire durante siglos), se transformó en un distrito no metropolitano en 1974. Sin embargo, la ciudad se independizó administrativamente del mencionado condado, y se instituyó como autoridad unitaria, en una reorganización del gobierno local, el 1 de abril de 1997. El distrito continúa formando parte del condado ceremonial (ceremonial county) de Hampshire.
El ayuntamiento (City Council) de Southampton está formado por 48 concejales elegidos por tercios. Después de las elecciones municipales del 4 de mayo de 2006, los principales partidos, con 16 escaños cada uno, son el Partido Laborista y el Partido Conservador.
En el Parlamento en 2015, Southampton está representada por tres diputados: Royston Smith, del partido laborista, por Southampton Itchen (circunscripción del este de la ciudad); Alan Whitehead, laborista, por Southampton Test (oeste de la ciudad), y Caroline Nokes, Partido Conservador, por Romsey (que incluye parte del norte de la ciudad).
La policía y los bomberos de Southampton dependen respectivamente de la policía de Hampshire y el departamento de bomberos de Hampshire, y las ambulancias de la localidad del South Central Ambulance Service. Hay comisarías de policía en Portswood, Bitterne y Shirley, al igual que en el centro cívico situado en el centro de la ciudad. Las estaciones de bomberos se encuentran en St Mary's, Sholing y Redbridge.

## Economía e industria
Este es un gráfico de las tendencias de los valores agregados brutos regionales de Southampton con Darwen según los precios básicos actuales publicados (pp.240-253) por el Office for National Statistics, con cifras en millones de libras esterlinas
| Año  | Valor Agregado Bruto Regional[1] | Agricultura[2] | Industria[3] | Servicios[4] |
| ---- | -------------------------------- | -------------- | ------------ | ------------ |
| 1995 | 2,656                            | -              | 674          | 1,982        |
| 2000 | 3,190                            | -              | 672          | 2,518        |
| 2003 | 3,944                            | -              | 781          | 3,163        |
| 2004 | 4,233                            | -              | 795          | 3,438        |

1. La suma de los componentes puede no ser igual a los sumandos debido al redondeo.
2. Incluye pesca y explotación forestal.
3. Incluye energía y construcción.
4. Incluye servicios de intermediarios financieros medidos de forma indirecta

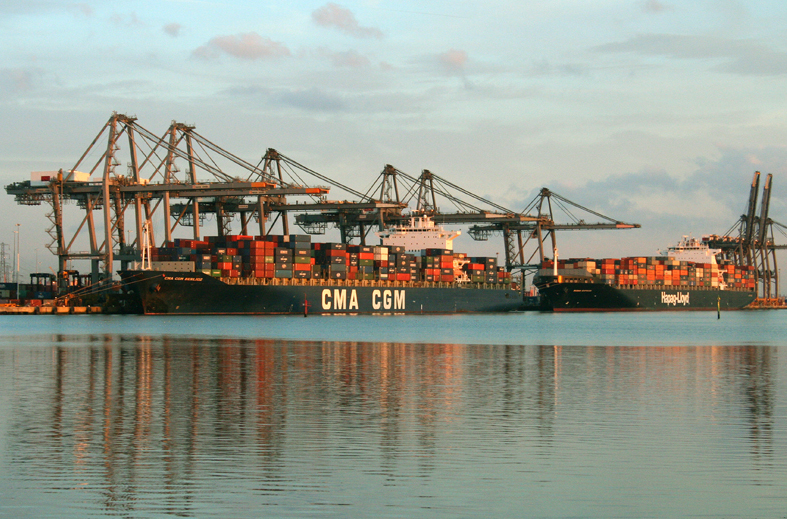
Puerto de Southampton, Inglaterra

Southampton ha estado siempre relacionada con el mar, y el puerto ha sido una de las principales fuentes de empleo para la ciudad. Ha sido en especial un puerto de importancia para cruceros de recreo, que vivió su momento de esplendor durante la primera mitad del siglo XX, y particularmente en los años de entreguerras, cuando recogía casi la mitad del tráfico de pasajeros del Reino Unido. Hoy continúa siendo la sede de varias líneas de lujo, así como el más importante puerto de transporte de mercancías de la costa del canal de la Mancha, con varias terminales de contenedores. A diferencia de otros muchos puertos británicos, como Liverpool, Londres o Bristol, en los que la industria y la actividad portuaria han abandonado los centros urbanos dejando espacio para la reurbanización, Southampton mantiene dentro del casco urbano gran parte de su actividad industrial. Parte del puerto ha sido reutilizada, sin embargo, para construir el centro de ocio "Ocean Village".
También es una importante fuente de empleo para la ciudad la Ordnance Survey, la agencia nacional británica de cartografía, cuya sede principal se encuentra en la ciudad. El grupo Lloyd's Register ha anunciado sus planes de trasladar sus actividades marítimas desde Londres a un área especialmente acondicionada en la Universidad de Southampton. La zona de Swaythling alberga la Southampton Assembly Plant de la compañía Ford, donde se fabrica la mayor parte de las unidades de sus modelos Ford Transit.
El principal centro comercial de la localidad es el West Quay Shopping Centre. Abierto a comienzos de 2000, es uno de los mayores del país. Se prevé que en 2008 alcance la tercera fase de su desarrollo, con nuevas instalaciones, entre ellas varias dedicadas al ocio. Aunque aún no se ha decidido cuáles, es posible que se construyan varios casinos. Para 2008, la empresa sueca IKEA está planeando abrir un almacén en el centro de la ciudad. . Southampton es la séptima ciudad del Reino Unido por su volumen de compras.
Southampton es la única ciudad del Reino Unido que tiene una estación geotermal. En una reciente encuesta, se comprobó que es una de las que producen menos emisiones de gases que causan el efecto invernadero.

## Deportes

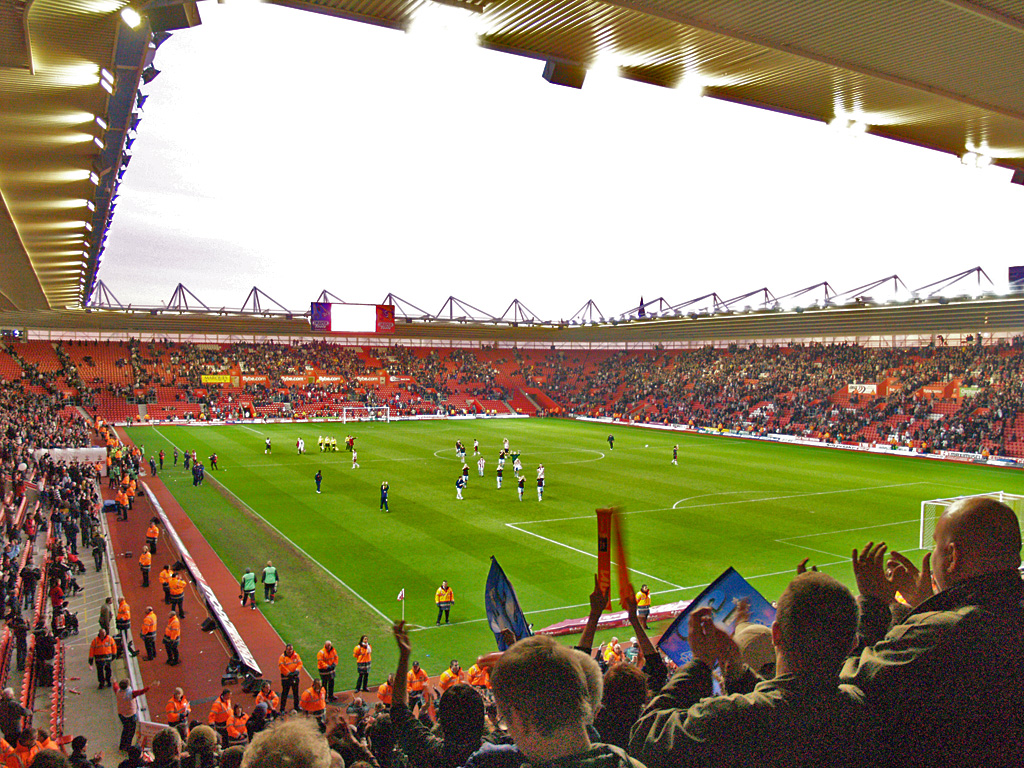
St. Mary's Stadium, el campo del Southampton Football Club

El equipo de fútbol local, el Southampton Football Club, juega en la Premier League, y tiene su sede en el St Mary's Stadium. En la ciudad juega también un club de cricket, el Hampshire County Cricket Club, en el Rose Bowl. La ciudad es famosa también por la práctica de regatas y otros deportes acuáticos. Entre 1997 y 2001 acogió la famosa Whitbread Around the World Yacht, hoy conocida como Volvo Ocean Race.

## Demografía
Southampton tiene una importante población polaca, que se calcula en unas 20.000 personas, en torno al 10% de la población total de la ciudad. También hay importantes comunidades de origen asiático (en torno al 5% de la población) e irlandés (alrededor de un 1 %).
En esta ciudad vivió desde los siete años de edad el cantante y bajista de origen alemán Heinz Burt (1942-2000).

## Educación
La educación universitaria tiene gran importancia en la ciudad. Entre la Universidad de Southampton y la Universidad de Southampton Solent reúnen un total de más de 41.500 estudiantes. La Universidad de Southampton es una de las diez más solicitadas del Reino Unido, y proporciona una amplia gama de servicios al mundo de los negocios. Goza de reputación internacional en temas como la oceanografía, la oncología, la investigación del sonido y la vibración, la optoelectrónica, la conservación textil y las estadísticas oficiales (S3RI Institute). La Universidad de Southampton acoge también el Centro Nacional de Oceanografía, centro de la investigación oceanográfica del Natural Environment Research Council.

## Transporte

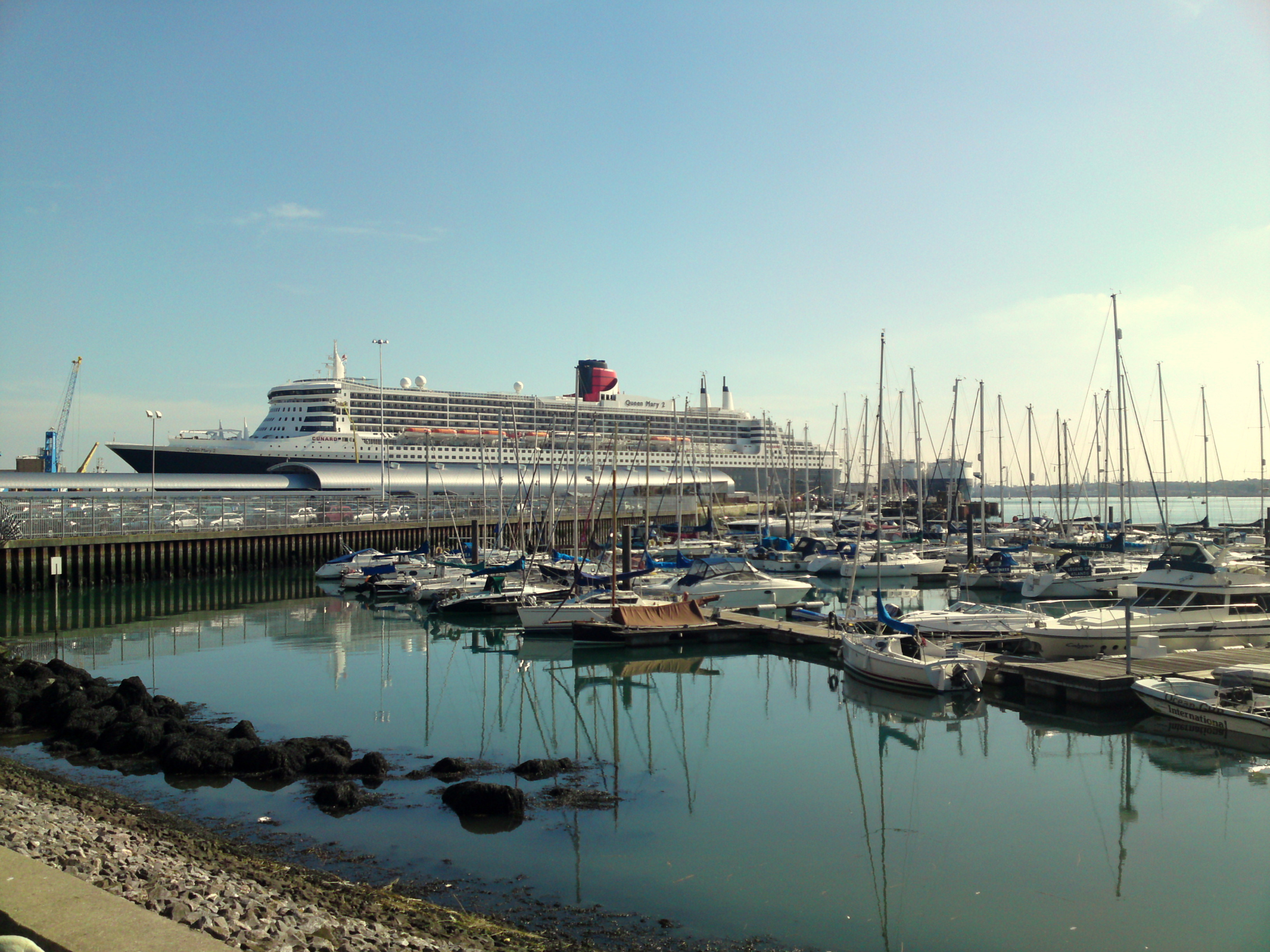
El crucero RMS Queen Mary 2 en Southampton

Además de ser un gran centro portuario, Southampton está bien comunicado con el resto del país. La autopista M27, que une varios puntos de la costa sur de Inglaterra, pasa al norte de la ciudad. La autopista M3 une Southampton con Londres y también, tras enlazar con la carretera A34 en Winchester, con los Midlands y el norte. La autopista M271 une la M27 con el puerto del oeste y el centro de la ciudad.
Southampton tiene también buenas comunicaciones ferroviarias, utilizadas tanto por los transportes de mercancías hacia y desde el puerto, como por líneas de pasajeros que forman parte del sistema de ferrocarriles británico. La estación más importante de la ciudad es Southampton Central. Las principales rutas van por el este a Portsmouth y Brighton; por el nordeste a Winchester y Londres; por el norte a Reading, Birmingham y más allá; por el noroeste a Salisbury, Bristol y Cardiff; y por el oeste a Bournemouth, Poole y Weymouth. La estación Southampton Coach Station fue reformada recientemente, y se incrementó la frecuencia de los servicios para hacer uso de las nuevas instalaciones.
Southampton dispone también de un aeropuerto, que se encuentra en Eastleigh, al norte de la ciudad. Está conectado con el centro por autobús y ferrocarril, y desde él se realizan vuelos a otros lugares del Reino Unido y a localidades europeas cercanas.
En la actualidad, Southampton no dispone, como en el pasado, de líneas de ferry que la unan con Francia, pero desde Town Quay parten líneas que comunican la ciudad con la Isla de Wight y con la ciudad de Hythe, en la otra orilla de Southampton Water.
Los transportes urbanos se realizan fundamentalmente por carretera, con tres importantes empresas de autobuses: First, Solent Blue Line y Uni-link.

## Áreas y suburbios
Southampton se subdivide en varios distritos municipales, suburbios, circunscripciones electorales, parroquias eclesiásticas, y otras divisiones menos formales.
Southampton es conocida como la "Ciudad Verde", ya que cuenta con varios parques y zonas verdes. La zona verde de mayor extensión es Southampton Common, parte del cual se utiliza para acoger los festivales de verano que se celebran anualmente en la localidad, así como circos y ferias. Ocupa una extensión de terreno de mayor tamaño que el Hyde Park londinense, e incluye un centro de fauna en el antiguo recinto del zoo de Southampton, una piscina y varios lagos y estanques.
En la ciudad hay también un importante centro deportivo, el Southampton Sports Centre, con instalaciones para la práctica de varios deportes.
Las sudivisiones de la ciudad son las siguientes:
- Bassett, Bassett Green, Bevois Valley, Bitterne, Bitterne Park, Bitterne Manor
- City Centre, Chartwell Green, Chilworth, Coxford
- Freemantle
- Harefield, Highfield
- Lordshill, Lordswood
- Mansbridge, Maybush, Midanbury, Millbrook
- Northam, Nursling, New Town
- Ocean Village, Old Town
- Polygon, Portswood
- Redbridge, Rownhams
- Shirley, Sholing, St. Denys, St. Mary's, Swaythling
- Thornhill, Townhill Park
- Weston, Woolston

## Celebridades
- Rishi Sunak nació aquí.
- Benny Hill nació aquí.
- Juan Manuel de Rosas falleció aquí.